# Griekenland op de Olympische Jeugdwinterspelen 2012
Griekenland was een van de landen die deelnam aan de Olympische Jeugdwinterspelen 2012 in Innsbruck, Oostenrijk.

## Deelnemers en resultaten
(m) = mannen, (v) = vrouwen 

### Alpineskiën
| Olympiër                | Onderdeel           | Resultaat | Prestatie                           |
| ----------------------- | ------------------- | --------- | ----------------------------------- |
| Massimiliano Valcareggi | super g (m)         | 8e        | 1.05,55 (+1,10)                     |
| Massimiliano Valcareggi | supercombinatie (m) | -         | - (-) (1.05,42, DNF)                |
| Massimiliano Valcareggi | reuzenslalom (m)    | -         | - (-) (1.14,65, DNF)                |
| Massimiliano Valcareggi | slalom (m)          | 18e       | 1.24,84 (+6,48) (42,65, 42,19)      |
|                         |                     |           |                                     |
| Anastasia Gkogkou       | super g (v)         | -         | DNS (-)                             |
| Anastasia Gkogkou       | reuzenslalom (v)    | 35e       | 2.17,13 (+21,00) (1.08,07, 1.09,06) |
| Anastasia Gkogkou       | slalom (v)          | 21e       | 1.36,15 (+16,39) (50,00, 46,15)     |

### Langlaufen
| Olympiër           | Onderdeel          | Resultaat | Prestatie          |
| ------------------ | ------------------ | --------- | ------------------ |
| Dimitrios Kyriazis | 10 km klassiek (m) | 48e       | 40.40,8 (+11.12,0) |
| Dimitrios Kyriazis | sprint (m)         | 42e       | kwalificatie       |